# Toshiyuki Toyonaga
Toshiyuki Toyonaga (豊永利行, Toyonaga Toshiyuki), né le 28 avril 1984 est un seiyū et un chanteur japonais.

## Biographie
Depuis 2015, il est membre du groupe de J-Pop THRIVE aux côtés des autres seiyus Natsuki Hanae et Kazuki Katō.

## Rôles

### Séries d’animation
- Aikatsu! : Suzukawa Naoto
- Shinigami no ballad : Kantarô Ichihara
- Capeta : Kappeita « Capeta » Taira
- Durarara!! : Mikado Ryûgamine
- Fresh Pretty Cure! : Kento Mikoshiba
- Get Ride! Amdriver : Joy Leon
- Haikyuu!! : Kenjirou Shirabu
- La Fille des enfers : Sentaro Shibata
- Kagihime Monogatari Eikyū Alice Rondo : Aruto Kirihara
- Kanokon : Tayura Minamoto
- Karneval : Kagiri
- Reborn! : Chikusa Kakimoto et Shoichi Irie
- Umishô : Kaname Okiura
- Kimi to Boku : Shun Matsuoka
- Kono Danshi Uchuujin to Tatakaemasu : Arikawa
- Mobile Suit Gundam AGE : Flit Asuno
- Oniichan no Koto Nanka Zenzen Suki Janain Dakara ne!! : Shûsuke Takanashi
- Prince du tennis : Kentarô Aoi
- Tsuyokiss : Leo Tsushima
- Futatsu no Spica : Shinnosuke Fuchûya
- Yokohama kaidashi kikō (second OVA) : Takahiro
- Zettai Shonen : Ayumu Aizawa
- Code: Breaker : Yûki Tenpouin
- The Civilization Blaster : Mahiro Fuwa
- Sword Art Online : Keita
- Netoge no yome wa onna no ko janai to omotta? : Hideki Nishimura
- Hajimete no Gal : Shinpei Sakamoto
- Yuri on Ice!!! : Yuri Katsuki
- Bungou Stray Dogs : Jun’ichirou Tanizaki
- Sakugan : Yuri
- Zetsuen no Tempest : Mahiro Fuwa
- Run with the Wind : Kiyose Haiji

### Jeux vidéo
- Custom Drive : Tôma Riito
- SoulCalibur V : Xiba
- Fire Emblem: Three Houses : Claude von Riegan
- Fire Emblem Heroes : Claude, Castor
- Fire Emblem Warriors: Three Hopes : Claude von Riegan
- Fire Emblem Engage : Claude von Riegan
- EPHEMERAL -FANTASY ON DARK : Natsume
- Honkai star rail: Jiaoqiu